# 弗雷戈纳
弗雷戈纳（義大利語：Fregona），是意大利威尼托大区特雷维索省的一个市镇。总面积42平方公里，人口3181人，人口密度75.7人/平方公里（2009年）。国家统计（ISTAT）代码为026030。

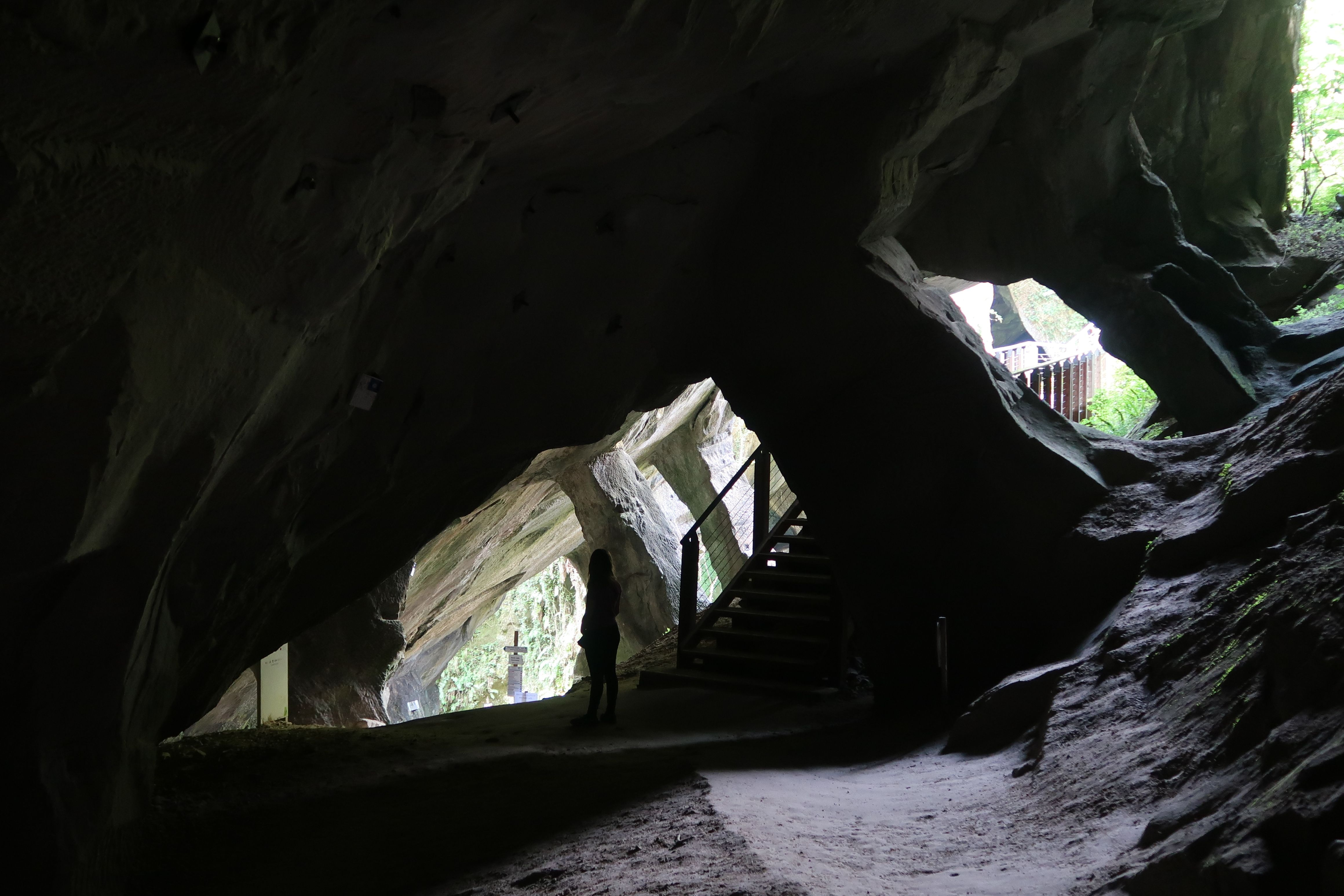
石窟

## 友好城市
- 法國塞塞勒 1992年